# Statute of Westminster Adoption Act 1947
Mit dem Statute of Westminster Adoption Act 1947 vollzog Neuseeland 1947 den Schritt in seine Unabhängigkeit, wobei das Gesetz am 25. November 1947 durch Unterzeichnung durch die britische Krone Rechtskraft verliehen bekam.

## Geschichte
Mit der Unterzeichnung des Treaty of Waitangi am 6. Februar 1840 wurde Neuseeland britische Kolonie und bekam schon recht schnell eine eigenständige Regierung unter britischer Kontrolle. Als sich im Januar 1901 die australischen Kolonien zu einer Föderation zusammenschlossen, überlegte man in Neuseeland, sich ihnen als siebter Staat anzuschließen, verwarf dies aber am 30. Mai 1901 per Parlamentsbeschluss. Sechs Jahre später übernahm Neuseeland dann den Status einer Dominion, ließ sich aber nach der Verabschiedung des Statute of Westminster, 1931, der den britischen Kolonien die Möglichkeit gab, durch eigenen Beschluss unabhängig zu werden, noch 16 Jahre Zeit, den Schritt in seine Unabhängigkeit zu wagen. Zu groß waren die Bedenken, sich selbst verteidigen zu müssen und auf Grund der engen Bindung zum Mutterland ökonomisch bestehen zu können.
Die Regierung der Labour Party unter dem Premierminister Peter Fraser war es schließlich, die 1938 beschloss, den Weg in die Unabhängigkeit zu gehen und diesen mit dem Statute of Westminster Adoption Act 1947 letztendlich vollzog. Zusammen mit dem New Zealand Constitution Amendment (Request and Consent) Act 1947, der Neuseeland erlaubte, den New Zealand Constitution Act 1852 zu ändern, erhielt Neuseeland am 25. November 1947 seine volle Souveränität. Eigentlich sollte dieser Tag als New Zealand Day zum nationalen Feiertag erhoben werden. Doch man entschloss sich stattdessen, den 6. Februar 1840 als Waitangi Day als nationalen Feiertag zu nehmen.
Mit der Verabschiedung und Unterzeichnung des Constitution Act 1986 verlor der Statute of Westminster Adoption Act 1947 am 13. Dezember 1986 seine Gültigkeit.